# Локонтоёган
Локонтоёган — река в России, протекает в Ханты-Мансийском АО. Устье реки находится на 105-м км правого берега реки Кулынигола. Длина реки составляет 123 км, площадь водосборного бассейна — 1440 км². Населённых пунктов на реке нет.

## Притоки
- В 40 км от устья, по левому берегу реки впадает река Айёган.
- В 28 км от устья, по правому берегу реки впадает река Эллекесеёган.
- В 69 км от устья, по левому берегу реки впадает река Сугмутунъёган.
- В 82 км от устья, по правому берегу реки впадает река Малый Локонтоёган.

## Данные водного реестра
По данным государственного водного реестра России относится к Верхнеобскому бассейновому округу, водохозяйственный участок реки — Вах, речной подбассейн реки — бассейн притоков (Верхней) Оби от Васюгана до Ваха. Речной бассейн реки — (Верхняя) Обь до впадения Иртыша.
Код объекта в государственном водном реестре — 13011000112115200038385.